# Thomas Sæther
Thomas Husby Sæther (Oslo, 25 settembre 1984) è un giocatore di calcio a 5 ed ex calciatore norvegese, di ruolo difensore.

## Carriera

### Calcio

#### Club
Sæther vestì le maglie di Klemetsrud, KFUM Oslo, Vålerenga e nuovamente del KFUM Oslo.

### Calcio a 5

#### Nazionale
Conta 5 presenze per la Norvegia.